# 広島市道中島吉島線
広島市道中島吉島線（ひろしましどう なかじまよしじません）は、広島県広島市中区中島町の平和公園前交差点から、吉島地区を通り、広島市中環境事業所のある南吉島一丁目・二丁目へ至る道路（市道）である。正式名称は「広島市道中2区中島吉島線」、通称は「吉島通り」。
吉島交番前交差点周辺より終点側（南側）は、広島工業港の建設を目的に1940年（昭和15年）11月に着工された埋立地であるが、戦時中に日本陸軍の広島飛行場（吉島飛行場）に転用された。埋立地内の吉島通りは、同飛行場の滑走路（L=1,300m）の跡地を転用したものとされる。

## 概要

### 路線データ
- 起点：広島市中区中島町3番地2地先[1] ： 平和公園前交差点（広島市道比治山庚午線交点）
- 終点：中区南吉島一丁目901番地20地先[1] ： 広島市中環境事業所
- 総延長：3719.62m[1]

## 地理

### 通過する自治体
- 広島県
  - 広島市（中区）

### 交差する道路
- 広島市道比治山庚午線（広島市中区中島町・平和公園前交差点〔起点〕）
- 国道2号（広島市中区住吉町・住吉町交差点）
- 広島市道吉島観音線（広島市中区羽衣町・羽衣町交番前交差点）
- 広島市道駅前吉島線（広島市中区羽衣町）
- 広島市道霞庚午線（広島市中区吉島西一丁目・吉島西1丁目交差点）
- 国道2号（広島南道路）・広島高速3号線（仁保方面）（広島市中区光南四丁目・吉島インター入口交差点）

### 周辺
- 平和大橋
- 広島平和記念公園
  - 広島平和記念資料館
  - 原爆死没者慰霊碑
  - 原爆ドーム
  - 原爆の子の像
- 広島市文化交流会館
- アステールプラザ
- 広島刑務所
- 広島県立広島南特別支援学校
- 広島市環境局中工場

## 別名
- 吉島通り（広島市）